# Géza Grosschmid
Géza Grosschmid též Géza Grosschmidt (1. prosince 1872 Košice – 4. dubna 1933 Miskolc, též uváděno úmrtí roku 1934) byl československý politik maďarské národnosti a meziválečný senátor Národního shromáždění ČSR za Zemskou křesťansko-socialistickou stranu (maďarská menšinová strana).

## Život
Profesí byl advokátem v Košicích. Absolvoval právní akademii v Košicích. Působil jako právník a vyučoval právo.
V parlamentních volbách v roce 1925 získal senátorské křeslo v Národním shromáždění za maďarské křesťanské socialisty. Zasedal jako hospitant v senátorském klubu Německé křesťansko sociální strany lidové. Mandát obhájil v parlamentních volbách v roce 1929. V senátu setrval do roku 1932, kdy rezignoval a nahradil jej József Keresztury.
Po rezignaci na senátorský post se vystěhoval z ČSR a žil v Maďarsku ve městě Miskolc.
Jeho synem byl maďarský spisovatel Sándor Márai.